# Mierzejewo (województwo warmińsko-mazurskie)
Mierzejewo (niem. Mnierczeiewen) – wieś w Polsce położona w województwie warmińsko-mazurskim, w powiecie mrągowskim, w gminie Mrągowo. W latach 1975–1998 miejscowość administracyjnie należała do województwa olsztyńskiego. Przed 1945 r. wieś należała do powiatu giżyckiego.
Miejscowość leży na trasie Giżycko-Ryn-Mrągowo-Rozogi (przy drodze krajowej 59).

## Historia
Wieś lokowana była na prawie chełmińskim. W 1427 prokurator kętrzyński Hans von Behnhusen z polecenia wielkiego mistrza Pawła von Rusdorfa zapisał kilku wolnym 30 włók Hansowi i jego synom Martenowi i Gregorowi dwa dobra służebne po 15 włók każde, z których jedno położone było „koło lasu Zandern” (Sonderwald), a drugie koło jeziora Notyst. Te dwa majątki dały w następstwie początek dwóm wsiom Sądrom i Mierzejewu. Zobowiązani byli do wystawienia po jednej służbie konnej w lekkiej zbroi z każdego dobra, odbywania podróży dla zakonu, budowy nowych zamków, naprawiania starych lub burzenia. Ponadto ciążyła na nich danina od pługa (płużne) po jednym korcu pszenicy i żyta, a oprócz tego funt wosku i jeden fenig od służby, tytułem opłaty uznaniowej. Obdarowani otrzymali prawo do niższego sądownictwa oraz prawo do połowu ryb „małym sprzętem” na własne potrzeby w jeziorze Notyst. We wsi w 1539 r. mieszkali sami Polacy i była to wieś chłopska. W 1564 r. w księdze rachunkowej starostwa w Rynie zapisano Sądry i Mierzejewo łącznie na 30 łanach, było tam wówczas 14 gospodarstw. W tym czasie była to już wieś czynszowa (zmiana wniknęła najpewniej na skutek ponownego osadnictwa po wyludnieniach po wojnach polsko-krzyżackich). Mierzejewo i Sądrach do roku 1719 traktowano łącznie. W 1602 r. wieś otrzymała dodatkowo jedną włókę ziemi. W 1673 r. w obu wsiach łącznie istniało 16 gospodarstw.
Dzieci z Mierzejewa chodziły do jednoklasowej szkoły w Sądrach, która powstała tam w 1725 r. Według danych z 1776 r. wielkość obszaru wiejskiego Mierzejewa wynosiła ponad 17 łanów (284 ha). W 1785 r. we wsi było 9 domów. W 1822 r. wieś liczyła 110 mieszkańców. Po separacji gruntów wiejskich w 1830 r. było w Mierzejewie 19 gospodarstw chłopskich. W 1838 r. mieszkały tu 134 osoby w 19 domach. Wieś należała do parafii w Rynie. W okresie międzywojennym 7 gospodarstw miało wielkość w granicach 20-100 ha. W 1928 r. Mierzejewo określono urzędowo jako wieś i wybudowanie, z liczbą 197 mieszkańców. W 1928 r. ówczesne władze niemieckie zmieniły urzędową nazwę wsi na Mertenau. W 1939 r. we wsi mieszkało 116 osób.